# Jens Lurås Oftebro
Jens Christian Lurås Oftebro (Bærum, 21 luglio 2000) è un combinatista nordico norvegese, campione olimpico nella gara a squadre a Pechino 2022.

## Biografia
Jens Lurås Oftebro è fratello di Einar Lurås, a sua volta sciatore nordico; attivo in gare FIS dal febbraio del 2016, in Coppa del Mondo ha esordito il 10 marzo 2018 a Oslo Holmenkollen (27º), ha colto il primo podio il 29 novembre 2019 a Kuusamo (3º) e la prima vittoria il 25 gennaio 2020 a Oberstdorf. Ai Mondiali di Oberstdorf 2021, sua prima presenza iridata, ha vinto la medaglia d'oro nella gara a squadre dal trampolino normale, quella di bronzo nel trampolino normale e si è classificato 7º nel trampolino lungo; l'anno dopo ai XXIV Giochi olimpici invernali di Pechino 2022, suo esordio olimpico, ha vinto la medaglia d'oro nella gara a squadre, quella d'argento nel trampolino lungo e si è piazzato 10º nel trampolino normale. Ai Mondiali di Planica 2023 ha vinto la medaglia d'oro nella gara a squadre e nella gara a squadre mista, quella d'argento nel trampolino lungo ed è stato 16º nel trampolino normale. Ai Mondiali di Trondheim 2025 ha vinto la medaglia d'oro nella gara a squadre mista, quella d'argento nella compact dal trampolino normale, quella di bronzo nella gara a squadre e si è classificato 4º nel trampolino lungo.

## Palmarès

### Olimpiadi
- 2 medaglie:
  - 1 oro (gara a squadre a Pechino 2022)
  - 1 argento (trampolino lungo a Pechino 2022)

### Mondiali
- 8 medaglie:
  - 4 ori (gara a squadre dal trampolino normale a Oberstdorf 2021; gara a squadre, gara a squadre mista a Planica 2023; gara a squadre mista a Trondheim 2025)
  - 2 argenti (trampolino lungo a Planica 2023; compact dal trampolino normale a Trondheim 2025)
  - 2 bronzi (trampolino normale a Oberstdorf 2021; gara a squadre a Trondheim 2025)

### Mondiali juniores
- 4 medaglie:
  - 1 oro (10 km a Oberwiesenthal 2020)
  - 1 argento (gara a squadre a Lahti 2019)
  - 2 bronzi (gara a squadre a Kandersteg/Goms 2018; 5 km a Lahti 2019)

### Coppa del Mondo
- Miglior piazzamento in classifica generale: 2º nel 2023
- 40 podi (33 individuali, 7 a squadre):
  - 14 vittorie (7 individuali, 7 a squadre):
  - 10 secondi posti (individuali)
  - 16 terzi posti (individuali)

#### Coppa del Mondo - vittorie
| Data             | Località                | Nazione   | Trampolino              | Spec.                                                                                   |
| ---------------- | ----------------------- | --------- | ----------------------- | --------------------------------------------------------------------------------------- |
| 25 gennaio 2020  | Oberstdorf              | Germania  | Schattenberg HS140      | T LH/4x5 km (con Espen Bjørnstad, Jørgen Graabak e Jarl Magnus Riiber)                  |
| 29 novembre 2020 | Kuusamo                 | Finlandia | Rukatunturi HS142       | IN LH/10 km                                                                             |
| 4 dicembre 2021  | Lillehammer             | Norvegia  | Lysgårdsbakken HS98     | T NH/4x5 km (con Espen Bjørnstad, Jørgen Graabak e Jarl Magnus Riiber)                  |
| 7 gennaio 2022   | Val di Fiemme           | Italia    | Giuseppe Dal Ben HS104  | T SP NH/2x5 km + 2x2,5 km (con Mari Leinan Lund, Gyda Westvold Hansen e Jørgen Graabak) |
| 26 febbraio 2022 | Lahti                   | Finlandia | Salpausselkä HS130      | T SP LH/2x7,5 km (con Jørgen Graabak)                                                   |
| 3 dicembre 2022  | Lillehammer             | Norvegia  | Lysgårdsbakken HS100    | IN LH/10 km                                                                             |
| 6 gennaio 2023   | Otepää                  | Estonia   | Tehvandi HS97           | T NH/2x2,5 km + 2x5 km (con Ida Marie Hagen, Gyda Westvold Hansen e Jørgen Graabak)     |
| 27 gennaio 2023  | Seefeld in Tirol        | Austria   | Toni Seelos HS109       | IN NH/7,5 km                                                                            |
| 11 febbraio 2023 | Schonach im Schwarzwald | Germania  | Langenwaldschanze HS100 | IN NH/10 km                                                                             |
| 24 novembre 2023 | Kuusamo                 | Finlandia | Rukatunturi HS142       | IC LH/7,5 km                                                                            |
| 2 marzo 2024     | Lahti                   | Finlandia | Salpausselkä HS130      | T SP LH/2x7,5 km (con Jørgen Graabak)                                                   |
| 16 marzo 2024    | Trondheim               | Norvegia  | Granåsen HS100          | T NH/2x2,5 km+2x5 km (con Gyda Westvold Hansen, Ida Marie Hagen e Jørgen Graabak)       |
| 18 gennaio 2025  | Schonach im Schwarzwald | Germania  | Langenwaldschanze HS100 | IN NH/10 km                                                                             |
| 1º febbraio 2025 | Seefeld in Tirol        | Austria   | Toni Seelos HS109       | IC NH/7,5 km                                                                            |

Legenda:

IN = individuale Gundersen

IC = individuale compact

T = gara a squadre

SP = sprint

NH = trampolino normale

LH = trampolino lungo